# Hydraena rukiyeae
Hydraena rukiyeae är en skalbaggsart som beskrevs av Kasapoglu, Jäch och Skale 2010. Hydraena rukiyeae ingår i släktet Hydraena och familjen vattenbrynsbaggar. Inga underarter finns listade i Catalogue of Life.